# Xinabajul Huehue
Club Social y Deportivo Xinabajul Huehue – gwatemalski klub piłkarski z siedzibą w mieście Huehuetenango, stolicy departamentu Huehuetenango. Występuje w rozgrywkach Liga Nacional. Domowe mecze rozgrywa na obiekcie Estadio Los Cuchumatanes.

## Historia
Klub został założony w 1980 roku pod nazwą Deportivo Xinabajul. Nazwa klubu pochodzi od prekolumbijskiej nazwy Huehuetenango (czyli „Xinabajul” lub „Shinabajul”). W 2002 roku awansował do drugiej ligi gwatemalskiej. W następnych latach dwukrotnie był bliski promocji do Liga Nacional, jednak w 2005 roku przegrał w barażach z Heredią (2:3, 1:3), zaś w 2006 roku z Petapą (2:1, 0:1, 4:5 po rzutach karnych).
Historyczny awans do najwyższej klasy rozgrywkowej Xinabajul wywalczył w 2008 roku. Występował w niej w latach 2008–2011, lecz szybko popadł w kłopoty finansowe i spadł z powrotem do drugiej ligi. W 2012 roku został rozwiązany z powodu długów.
Kilka miesięcy później w mieście powstał klub CSD Huehueteco, który krótko występował w drugiej lidze gwatemalskiej. Xinabajul odrodził się pod nazwą Xinabajul Huehue i w 2019 roku wywalczył awans do drugiej ligi, zaś w 2022 roku na najwyższy szczebel rozgrywek.

## Trenerzy
- Byron Pérez (2007)
- Iván León (2008)[6]
- Gilberto Yearwood (2008–2010)[10]
- Marvin Hernández (2010–2011)[11]
- Jhony Navarro (2011)
- Garabet Avedissian (2011)[12]
- Reynaldo Leiva (2011)
- Marvin Hernández (2018–2019)
- Ariel Sena (2019)
- Horacio González (2020)
- Marco Arias (2020)
- Silvio Fernández (2020)
- Diego Cerutti (2020)
- Edwin Vásquez (2021)
- Silvio Fernández (2021–2022)[13]
- Pablo Centrone (od 2023)[14]